# Poroszok
A poroszok a balti nyelvcsalád egy mára kihalt népe volt, a Visztula torkolatának vidékén, a Nemunas (Nyeman) folyó mentén és Kur-öböl környékén éltek a középkorban. Ez a régió, mint a történeti Poroszország, ma nagyrészt Lengyelországhoz, kisebb részben Oroszországhoz (Kalinyingrádi terület) tartozik és még egy kis része Litvániához is (Memel-vidék).

## A név eredete
A poroszok saját magukat „prusi” névvel illették. Az elnevezés eredetére többféle magyarázat született: összefüggésbe hozták több óindoeurópai eredetű szóval, mint a puruṣa (ember), vagy a litván prausti, prusti (mosni, illetőleg burjánozni), valamint a szláv porussi (oroszok mellett – po russi, azaz oroszok mellett élő nép) szavakkal. 

## Társadalom, gazdaság
A poroszok társadalma két nagy csoportra tagolódott: a vezetőréteg és a közemberek, akiknek férfiai mind egytől egyig katonai szolgálattal tartoztak. Kivételt képezett a papság, amely külön réteget alkotott. 
A poroszok hagyományosan marha- és lótenyésztéssel, szórványosan földműveléssel foglalkoztak, kereskedtek a lengyelekkel, a pomeránokkal és a litvánokkal.
A porosz társadalomról kialakítható nagyon is feltételes kép azt mutatja, hogy a 9–12. században a poroszok erős törzsszövetséget alkottak, „porosz tudatról” ennek ellenére mégsem beszélhetünk. Nincs tudomásunk róla, hogy az egész porosz törzsszövetség  akár egyetlen esetben is közösen  lépett volna fel. A társadalom nem  differenciálódott: a  törzsszövetségekre jellemző katonai  demokrácia lévén, jóformán kizárólag közszabadokból állt, akiknek szabadsága a fegyveres szolgálattal jelentett egyet, s akik közül nem emelkedett ki vezetői réteg. A lengyel krónikás, Gall Anonim a 12. század eleji poroszokról azt írja, hogy „király nélkül és törvény nélkül éltek”. 
Brémai Ádám is hasonlóan vélekedett: „Ezek a mocsarakban megfoghatatlan emberek nem tűrnek urat maguk fölött”. Ennek oka pedig az volt, hogy a vagyon – pontosabban éppen a tehetősebbek vagyona – nem öröklődött.  
A 9. századi angolszász utazó,  Vulsztán részletesen lefesti azt, hogy az aistusok (poroszok) a temetést lóversennyel kötötték össze, s az elhunyt ingóságait versenydíjak formájában osztották szét. Ugyanezzel magyarázható a területen talált középkori sírok szegényessége a római korban találtakéhoz képest. A több  törzset átfogó, törzsszövetségi  intézmények jellege alkalmi volt, s egy-egy hadjárat végeztével maradt minden törzs külön.

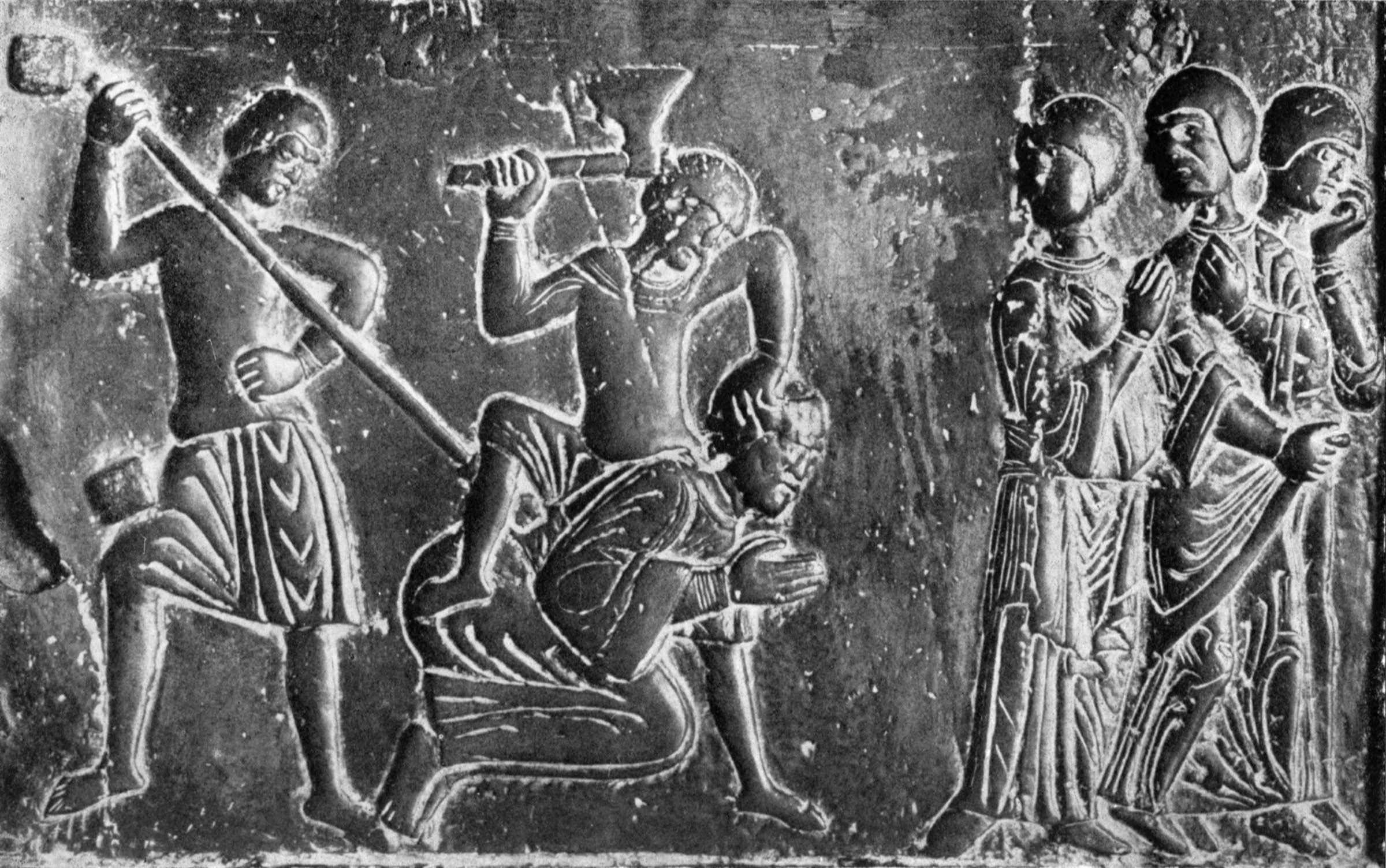
Szent Adalbertet megölik a poroszok [https://web.archive.org/web/20060603211854/http://www.gniezno.home.pl/index.php?p_portal_pokaz=strony&p_strony_idname=1071132853 (Gnieznoi kapu)

## A poroszok története
A 9. és a 12. század között erős törzsszövetségük volt, hogy megvédjék magukat a külső támadásoktól. Ez a szövetség a 13. századra fellazult.

A porosz törzsek egymás területét nagy tiszteletben tartották, ritka volt köztük a belső villongás.

Porosz törzsi területek:
- Pomeránia
- Sasna (Schalauia)
- Warmia (Ermland)
- Notanga (Natangia)
- Pogezánia
- Barta (Barten)
- Galindia (Galiden)
- Suduva (Sudauia)
- Nadruvia (Nadrauia)
- Sambia (Samland)

Térítésüket már a 10. században megkezdte a Magyarországon is tevékenykedő prágai érsek, Szent Adalbert, a szász bencés Querfurti Brúnó és 18 társa, valamint Gottfried luknai apát és társa, Fülöp. Ám a poroszok részben agresszív papjaik sugalmazására, részben azért, mert azt tapasztalták, hogy miután a környezetükben élő egyes pogány népeket megtérítették (különösen a szlávokat), a szomszédos országok feudális szolgáltatásokat követeltek azoktól; ezért védekezésül halálra üldözték a misszionáriusokat.
A térítésért folytatott küzdelem a 12. század végén vette kezdetét újra, többségében skandináv és német hittérítőkkel, akiket királyaik neveztek ki, mely mögött keleti irányú expanzió előkészítésének szándéka bújt meg. Ezt részben alátámasztja II. Valdemár dán király 1210. évi poroszországi keresztes hadjárata.
A poroszok sok térítőt meggyilkoltak, s állandó rablóháborúkat vezettek Lengyelország, sőt Litvánia felé is, valamint betörtek a pomerelleni (kelet-pomerániai) hercegség és a Kijevi Rusz területére is. Fehér Leszek krakkói, Hosszúlábú Ulászló nagy-lengyelországi és Szakállas Henrik sziléziai hercegek a betörések megállítására kötött szövetsége (1217) 1225-ben felbomlott.
1215-ben III. Ince pápa Kulmban (Chełmno) püspökséget alapít, amelynek élére a Valdemár által küldött Keresztély ciszter barátot nevezi ki, aki a kolbatzi kolostorból érkezett (ennek a rendháznak a jütlandi ciszterci Esrom volt az anyakolostora). Az új püspökséghez hozzácsatolták az újonnan megtért Sarvabuno porosz nemzetségfő földjét.
Mazóviai Konrád herceg 1226-ban behívta az Erdélyből elkergetett Német Lovagrendet, hogy térítse meg a poroszokat, s nem utolsósorban hódítsa meg számára a területeiket. Ehhez részükre bocsátotta Kulm vidékét a püspökséggel együtt – pápai jóváhagyás nélkül! A rend nagymestere, Salzai Hermann ügyes diplomáciával elrendezte, hogy a pápa és a német-római császár jogilag biztosítsa a lovagok hatalmát a porosz földek felett, ahol megkezdhetik saját államuk felépítését, ami Dél-Erdélyben nem sikerült.
1233-ban indult meg a poroszok leigázása és erőszakos megtérítése, amikor Hermann von Balk sereggel tért vissza Németország központi részéről. Bár ez a poroszok harcias magatartása miatt elhúzódott, a lovagrendet segítette Lengyelország és a Német-római Birodalom. Ekkor épült meg Neustadt-Elbing és Thorn városa, ami a német kolonizáció nyitányát jelentette.
Mikor a rend hatalma már Livóniára is kiterjedt, megpróbálkozott Északnyugat-Oroszország meghódításával, de vereséget szenvedett (Csúd-tavi csata). Ekkor tört ki az első porosz felkelés (1242–1253) amit csak a lengyelek segítségével tudtak leverni a lovagok.

A durbeni csatavesztés után a poroszok másodjára lázadtak fel (második porosz felkelés 1260–1274), de a folyamatosan érkező német és cseh keresztes hadak ellen a poroszok nem tudták felvenni a harcot, és elbuktak.
1283-ban, Suduva leigázása után befejeződött Poroszország alávetése. Óvatos becslések szerint az őslakosság 40-50%-a elpusztult vagy Litvániába menekült a harcok során, amelyek gyakran az élelmiszer rekvirálásával és a termés felgyújtásával jártak, és a lakosságot éhínségre kárhoztatták. Emiatt gyakran ütötte fel a fejét ragály, ami ugyancsak sok áldozatot követelt. A rend német parasztokat telepített Poroszországba, és fokozatosan elnémetesítette a poroszságot. Másik oldalról lengyel telepesek is érkeztek délről. A beolvadás azért nem volt egyszerű, mert a nagy telepítések ellenére még a 15. század végén is a térség lakosainak alig több mint negyede volt német, a poroszok és a lengyelek együttesen mindig többségben voltak velük szemben, de az asszimiláció akkor is megállíthatatlan volt.
A poroszok és a németek összeolvadását nagyban segítette, hogy a porosz származású nemesek egyenrangúak voltak a németekkel és a lengyelekkel. A német lovagok a hanyatlás éveiben, amikor uralmuk fenntartása érdekében egyre diktatórikusabbak lettek, a német etnikumú lakosságot is elnyomták, ezért szövetségre léptek egymással a kisebbségek, nemzeti hovatartozásra való tekintet nélkül.

A porosz szó is idővel elvesztette etnikai jelentését. Nemsokára már a betelepült németeket is porosznak nevezték, Poroszország alatt pedig az 1309-ben meghódított Pomerániát is értették. A betelepült lakosság ugyanis magát „porosz”-nak kezdte érezni, következésképp a porosz szó területi jelentést takar, vagyis az itteni németek poroszországi lakosok, de német nemzetiségűek voltak.

A 19–20. században a régi Kelet-Pomerániát Nyugat-Poroszországnak nevezték, míg azt az országrészt, amelyen egykor a balti poroszok éltek, Kelet-Poroszországnak hívták. Mindez nagyon jól példázza az összeolvadást.
1526-ban, amikor Brandenburgi Albert megszüntette a német lovagok hatalmát az országban, a poroszoknak evangélikus hitre kellett áttérni, egyúttal asszimilációjuk is felgyorsult. Újabb telepítésekre került sor az országban, s a porosz hercegek elkergetett német protestánsokat, valamint francia hugenottákat is befogadtak. 1655-ben a Porosz Hercegség megtagadta a hűséget a lengyel királynak és átállt a támadó Svédországhoz és Brandenburghoz. A lengyelek segítségére siető tatárok betörtek Poroszország belső területeire és ezreket mészároltak le, elsősorban poroszokat és németeket. Az ún. poroszországi tatárjárás után a lakosság pótlására ismét betelepítésekre került sor, ami megint a poroszok rovására történt. A poroszok végleges kihalása a 18. században következhetett be, ekkor újabb pusztítás érte az országot a hétéves háborúban. Azt követően járványok törtek ki. Valószínűleg a század végére már csak egy-két ember maradhatott, aki valóban porosznak számított, vagyis beszélte nyelvét és őrizte kultúráját.

## A poroszok elleni teuton keresztes háborúk (1233–1283)
- Poroszországi német keresztes hadjárat – II. Frigyes német-római császár hadjárata a poroszok ellen, amelyben a lovagrend is részt vett.
- Pomezániai keresztes hadjárat, 1233–35 – A Német lovagrend első hadjárata a poroszok ellen, amely már komoly sikerrel fejeződött be.
- Pogezániai keresztes hadjárat, 1235–37 – Ezzel az újabb sikeres hadjárattal megtörténik Elbing megalapítása, Hermann von Balk későbbi livóniai landmeister révén.
- Warmiai-Natangeni keresztes hadjárat, 1237–39 – Ezzel a hadjárattal újabb két területtel bővül a rend területe, de ez a poroszok számára sok volt, s még négy év sem adatik meg, hogy az újonnan meghódított törzsi területeken kirobbanjon egy nagy felkelés.
- Első porosz felkelés – Az oroszok német lovagrendre mért veresége felbuzdította az alávetett poroszokat, akik a kelet-pomerániai (Pomerelleni hercegség) támogatással, majdnem sikerült elűzniük a lovagrendet, de külföldi támogatás megmentette a kereszteseket az összeomlástól. A háború eléggé súlyos vérveszteséget okozott a balti porosz népnek.
- Északi keresztes hadjárat (Sambia ellen (1255)) – II. Ottokár cseh király vezette német–cseh keresztes hadak elfoglalják Samland (Sambia) porosz tartományt. Ekkor alapítottak egy új várost a Balti-tenger partján, amely nevét II. Ottokár cseh király tiszteletére kapta. A város neve – Königsberg lett.
- Nadrauiai-Natangiai keresztes hadjárat, 1255–1259 – A hadjárattal Natangent ismét meghódították a lovagok.
- Második porosz felkelés – A durbeni vereség nyomán öt porosz törzs szövetségre lépett, s később más törzsek is csatlakoztak hozzájuk. Bár számos ütközetben győztek, de veszteségeik akkorák voltak, hogy rövidesen egyre jobban alulmaradtak a lovagrenddel szemben, akinek bőven volt a katonasága a Német birodalom területéről rendszeresen érkező keresztesek révén.
- Sudauiai keresztes hadjárat, 1277–83 – Ennek az utolsó régiónak a leigázásával ért véget Poroszország meghódítása.
- 1295-ös porosz felkelés – A poroszok utolsó megmozdulása a Német Lovagrend ellen.